# Eria cymbiformis
Eria cymbiformis är en orkidéart som beskrevs av Johannes Jacobus Smith. Eria cymbiformis ingår i släktet Eria och familjen orkidéer. Inga underarter finns listade i Catalogue of Life.